# Berrueces (kommun)
Berrueces är en kommun i Spanien.   Den ligger i provinsen Provincia de Valladolid och regionen Kastilien och Leon, i den centrala delen av landet, 210 km nordväst om huvudstaden Madrid. Antalet invånare är 111. Arean är 15,9 kvadratkilometer.
Terrängen i Berrueces är platt.